# بيت الحبايب (مسلسل)
بيت الحبايب هو مسلسل تلفزيوني عراقي عرض في عام 1984.

## الممثلون
- خليل شوقي
- رضا الشاطي
- قائد النعماني
- سناء عبد الرحمن
- فاطمة الربيعي
- فوزي مهدي
- سهام السبتي
- شكري العقيدي
- صادق علي شاهين
- أمال ياسين
- مقداد عبد الرضا
- كريم عواد